# Государственный строй России
Государственный строй Российской Федерации определён Конституцией, принятой всенародным голосованием 12 декабря 1993 года. Последние поправки в Конституцию были внесены в 2020 году.

## Основы конституционного строя
Народовластие

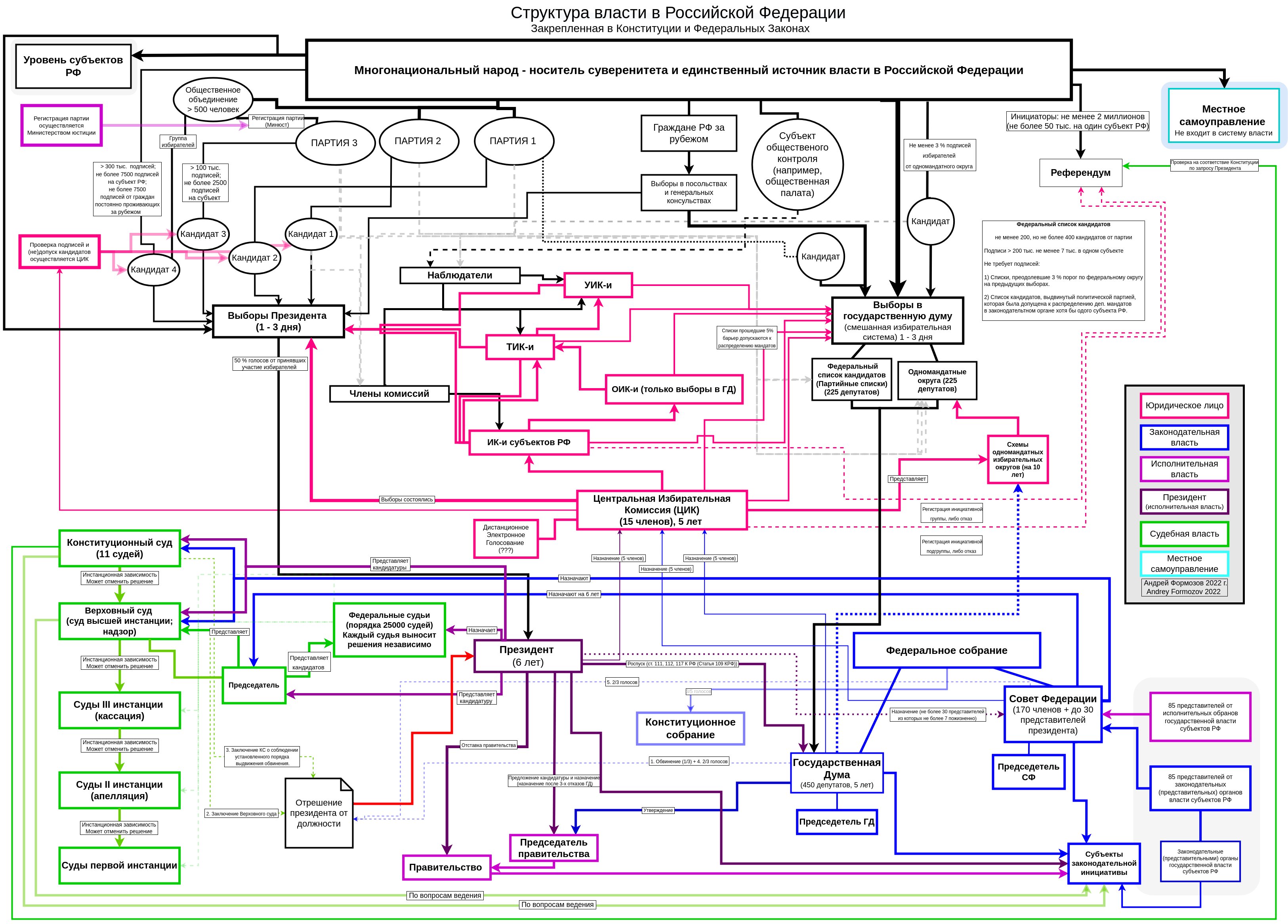
Структура власти в Российской Федерации, закрепленная в Конституции и Федеральных законах. Корневая диаграмма

Статья 3 Конституции Российской Федерации гласит, что носителем суверенитета и единственным источником власти в Российской Федерации является её многонациональный народ. Народ осуществляет свою власть непосредственно, а также через органы государственной власти и органы местного самоуправления. Никто не может присваивать власть в Российской Федерации. Захват власти или присвоение властных полномочий преследуются по федеральному закону.
Федерализм

Однако ни демократия, ни федерализм в таком понимании духа Конституции не присутствуют. Суверенитет, целостность, единая система государственной власти и централизация управления, как известно, характерны для унитарного государства. Федерацию же отличают, как минимум, возможность её субъектов самостоятельно, без какого-либо вмешательства центральной власти образовывать (формировать) собственные органы государственной власти и наличие взаимного разграничения предметов ведения и полномочий. Все это есть в российской Конституции и даже в аргументации Постановления Конституционного Суда, но ровно никакого влияния не оказывает на его выводы, абсолютно им противоречат. Да и трудно представить, чтобы рассматриваемый механизм назначения губернаторов хоть сколько-нибудь соответствовал принципам федерализма.

Если те же самые нормы Конституции, на которые ссылается Конституционный Суд, читать по-другому, то никакой единой, в смысле унитарной, системы государственной власти там не обнаружится. На самом деле речь идет о двух системах государственной власти - системе федеральных органов и системе органов государственной власти субъектов Российской Федерации, каждая из которых имеет собственные полномочия.— Особое мнение судьи Конституционного Суда Российской Федерации Анатолия Леонидовича Кононова, Постановление Конституционного Суда РФ от 21.12.2005 года N 13-П 
Социальное государство
Согласно ст. 7 Конституции Российская Федерация — социальное государство, политика которого направлена на создание условий, обеспечивающих достойную жизнь и свободное развитие человека.
Светское государство
В ст. 14 Россия обозначена как светское государство, то есть никакая религия не может устанавливаться в качестве государственной или обязательной, а религиозные объединения отделены от государства и равны перед законом.
Политическое и идеологическое многообразие
Статьёй 13 Конституции установлено, что в России признаются политическое и идеологическое многообразие, многопартийность, равенство общественных объединений перед законом. Никакая идеология не может устанавливаться в качестве государственной или обязательной. Запрещается создание и деятельность общественных объединений, цели или действия которых направлены на насильственное изменение основ конституционного строя и нарушение целостности Российской Федерации, подрыв безопасности государства, создание вооружённых формирований, разжигание социальной, расовой, национальной и религиозной розни.

## Форма правления
Форма правления определяет то, каким образом реализуется власть. Согласно части 1 статьи 1 Конституции Российской Федерации 1993 года:

Российская Федерация — Россия есть демократическое федеративное правовое государство с республиканской формой правления.
По конституции баланс исполнительной и законодательной властей выстроен так, что Россия определяется как смешанная республика (также такую форму правления можно обозначить как президентско-парламентскую, полупарламентскую или полупрезидентскую республику), сочетая в себе черты президентского и парламентского республиканского правления. Однако, взаимосвязь власти президента, парламента и правительства является нетривиальной. Действительно, главой правительства является его председатель, а не президент, что является аргументом в пользу смешанной республики. С другой стороны, сам председатель правительства назначается президентом и президент обладает полномочиями по роспуску правительства (Государственная Дума может лишь выразить недоверие правительству, но решение об его отставке принимается президентом). 
По мнению председателя Конституционного суда РФ В. Д. Зорькина Россию более точно называть смешанной президентско-парламентской республикой.
В 2011 году президент России Дмитрий Медведев заявил в интервью:

У нас в стране не существует коалиционного правительства. У нас не парламентская республика, а президентская. У нас президентское Правительство, которое проводит президентский курс. Кто не согласен — в сторону. Только так и может быть. Это жёсткая позиция, однозначная позиция, я и дальше намерен её придерживаться
Международное агентство The Economist, составляющее Индекс демократии, относит Российскую Федерацию к государству с авторитарным режимом управления.

## Государственная власть
Статья 10 Конституции устанавливает, что государственная власть в Российской Федерации осуществляется на основе разделения на законодательную, исполнительную и судебную. Органы законодательной, исполнительной и судебной власти самостоятельны. Тем самым конституционно закреплено признание принципа разделения властей.
В статье 11 Конституции России в качестве субъектов осуществления государственной власти указаны:
- Президент Российской Федерации;
- Федеральное Собрание (Совет Федерации и Государственная дума);
- Правительство Российской Федерации;
- Суды Российской Федерации.

Отдельно подчёркивается, что государственную власть в субъектах Российской Федерации осуществляют образуемые ими органы государственной власти. Причём разграничение предметов ведения и полномочий между органами государственной власти Российской Федерации и органами государственной власти субъектов Российской Федерации де-юре осуществляется Конституцией России, Федеративным и иными договорами о разграничении предметов ведения и полномочий.
Согласно ст. 12 органы местного самоуправления не входят в систему органов государственной власти. Однако они в пределах своих полномочий самостоятельны, а в Российской Федерации признаётся и гарантируется местное самоуправление.

## Глава государства
Главой российского государства является президент Российской Федерации (ст. 80 Конституции Российской Федерации).
В 1991—1993 годах существовал пост вице-президента, но был упразднён указом президента; в Конституции 1993 года должность вице-президента уже не упоминается.
Президент Российской Федерации является гарантом Конституции Российской Федерации, прав и свобод человека и гражданина. В установленном Конституцией Российской Федерации порядке он принимает меры по охране суверенитета Российской Федерации, её независимости и государственной целостности, обеспечивает согласованное функционирование и взаимодействие органов государственной власти. В соответствии с Конституцией Российской Федерации и федеральными законами он определяет основные направления внутренней и внешней политики государства. Как глава государства он представляет Российскую Федерацию внутри страны и в международных отношениях.
Президент избирается на основе всеобщего равного и прямого избирательного права при тайном голосовании. Одно и то же лицо не может занимать должность президента более двух сроков. До принятия поправок в Конституцию РФ в 2020 году норма запрещала занимать должность президента одному лицу более двух сроков подряд.
Изначально (в 1991 году) президент России избирался на 5 лет. В Конституции РФ 1993 года срок полномочий президента был сокращён до 4 лет. Однако согласно пункту 3 Заключительных и переходных положений Конституции Российской Федерации, президент осуществлял полномочия до истечения срока, на который он был избран. На основании поправок к Конституции Российской Федерации, вступивших в силу 31 декабря 2008 года, начиная с выборов 2012 года он избирается на шестилетний срок полномочий.

## Законодательная власть

### Федеральное Собрание
Законодательным и представительным органом государственной власти (парламентом) Российской Федерации является Федеральное Собрание Российской Федерации (ст. 94 Конституции Российской Федерации). Оно является постоянно действующим органом (ст. 99 Конституции Российской Федерации).
Федеральное Собрание состоит из двух палат: верхняя палата — Совет Федерации (полное именование — Совет Федерации Федерального Собрания Российской Федерации) и нижняя палата — Государственная Дума (полное именование — Государственная Дума Федерального Собрания Российской Федерации). Совет Федерации и Государственная Дума заседают раздельно, но могут собираться совместно для заслушивания посланий президента Российской Федерации, выступлений руководителей иностранных государств.
Полномочия палат российского парламента описаны в ст. 94—109 Конституции Российской Федерации 1993 года.
Порядок формирования Совета Федерации и порядок выборов депутатов Государственной Думы устанавливаются федеральными законами. С момента принятия конституции они неоднократно менялись.

### Порядок формирования Совета Федерации
В Совет Федерации входят по два представителя от каждого субъекта Российской Федерации: по одному от исполнительного и законодательного органа власти субъекта. Поскольку состав Российской Федерации из-за объединения субъектов федерации менялся, то соответственно менялось и количество членов Совета Федерации.
В 1994—1995 годы действовал выборный Совет Федерации (согласно переходным положениям Конституции России), в 1996—2002 годах в Совет Федерации входили главы исполнительной власти и парламентов субъектов РФ, а после реформы 2000 года, предложенной президентом, их сменили представители этих органов, делегируемые на постоянной основе. Ротация в основном произведена в 2001—2002 годах. Срок полномочий членов Совета Федерации совпадает со сроком полномочий назначающих (избирающих) их органов.

### Порядок избрания Государственной Думы
Государственная Дума состоит из 450 депутатов. Депутатом Государственной Думы может быть избран гражданин Российской Федерации, достигший 21 года и имеющий право участвовать в выборах (причём, одно и то же лицо не может быть одновременно депутатом Государственной Думы и членом Совета Федерации).
Депутатом Государственной Думы первого созыва мог одновременно являться член Правительства Российской Федерации (согласно переходным положениям Конституции России).
С 2007 года депутаты Государственной Думы избирались по пропорциональной системе (по партийным спискам). Ранее в России была смешанная избирательная система, так как половина общего состава депутатов избиралась также по мажоритарной системе (по одномандатным округам). Срок полномочий Государственной Думы — 5 лет. Политическая реформа 2012 года внесла новые изменения: была возвращена смешанная избирательная система, по которой прошли выборы в Государственную Думу РФ в 2016 году.

### Вопросы законодательства
Федеральные законы принимаются Государственной Думой, одобряются Советом Федерации и подписываются Президентом. Государственная Дума может преодолеть вето Совета Федерации, повторно приняв закон двумя третями голосов. Вето президента может быть преодолено, только если закон повторно принят и Советом Федерации, и Думой, большинством в 2/3 голосов от общего числа членов обеих палат.
Федеральный конституционный закон считается принятым, если он одобрен большинством (не менее трёх четвертей голосов от общего числа членов Совета Федерации и не менее двух третей голосов от общего числа депутатов Государственной Думы). Принятый федеральный конституционный закон в течение четырнадцати дней подлежит подписанию президентом Российской Федерации и обнародованию.

## Исполнительная власть
Исполнительную власть осуществляет Правительство Российской Федерации. Председатель Правительства назначается президентом с согласия Государственной Думы. В случае трёхкратного отклонения Государственной Думой кандидатуры председателя Правительства либо в случае вынесения Думой вотума недоверия Правительству президент вправе распустить Правительство. В состав Правительства входят, помимо председателя, его заместители («вице-премьеры») и федеральные министры. Правительство возглавляет систему федеральных органов исполнительной власти: министерств, федеральных служб и федеральных агентств.

## Судебная власть
Высшими судебными органами в России являются Конституционный Суд, Верховный Суд. Судьи высших судов назначаются Советом Федерации по представлению президента Российской Федерации. Верховный Суд Российской Федерации является высшим судебным органом по гражданским делам, разрешению экономических споров, уголовным, административным и иным делам, подсудным судам, образованным в соответствии с федеральным конституционным законом, осуществляет в предусмотренных федеральным законом процессуальных формах судебный надзор за деятельностью этих судов и даёт разъяснения по вопросам судебной практики. Высшие и подведомственные им суды составляют систему федеральных судов. В субъектах Федерации имеются свои конституционные или уставные суды, не входящие в федеральную систему. Недавно[когда?] введенные мировые судьи также не считаются федеральными судьями.
В главе Конституции о судебной власти упоминается также Прокуратура Российской Федерации. Однако Прокуратура не входит в судебную систему и является независимой от всех ветвей власти. Систему Прокуратуры возглавляет Генеральная прокуратура Российской Федерации во главе с Генеральным прокурором. Он назначается на должность Советом Федерации по представлению президента.
21 ноября 2013 года Госдума приняла законопроект об объединении Высшего Арбитражного Суда РФ с Верховным судом РФ. 6 февраля 2014 года одобренный субъектами РФ закон об объединении судов был подписан президентом РФ Владимиром Путиным.

## Местное самоуправление
Глава 8 Конституции определяет, что местное самоуправление в Российской Федерации обеспечивает самостоятельное решение населением вопросов местного значения, владение, пользование и распоряжение муниципальной собственностью. Оно осуществляется гражданами путём референдума, выборов, других форм прямого волеизъявления, через выборные и другие органы местного самоуправления (ст. 130).
Органы местного самоуправления самостоятельно управляют муниципальной собственностью, формируют, утверждают и исполняют местный бюджет, устанавливают местные налоги и сборы, осуществляют охрану общественного порядка, а также решают иные вопросы местного значения.
Они могут наделяться законом отдельными государственными полномочиями с передачей необходимых для их осуществления материальных и финансовых средств. В таком случае, реализация переданных полномочий подконтрольна государству (ст. 132 Конституции России).

## Политические партии
По состоянию на февраль 2024 года, в России зарегистрировано 25 партий, 14 из них участвовали в выборах в Государственную думу ФС РФ в 2021 г.